# Хиллингфорд, Роберт Александр
Роберт Александр Хиллингфорд (англ. Robert Alexander Hillingford; 28 января 1828, Лондон — 1904) — британский художник-баталист.

## Биография
Уроженец Лондона, Хиллингфорд учился в широко известной и модной в те годы Дюссельдорфской академии художеств в Германии и по своей манере письма примыкал к Дюссельдорфской художественной школе. Окончив академию он отправился в путешествие через Мюнхен во Флоренцию, Рим и Неаполь, где женился и прожил несколько лет, создавая картины из итальянской жизни. В 1859 году одна из этих картин выставлялась в Санкт-Петербурге. Однако на родине, в Великобритании, художника заметили только в 1860-х годах, когда, после возвращения из Италии (в 1861 году), он начал выставлять (начиная с 1866 года) в лондонской Королевской академии художеств  батальные сцены на сюжеты из Наполеоновских войн. Художника также интересовала историческая живопись, в частности, судьба Карла Эдварда Стюарта по прозвищу  «Молодой Претендент».
Все последующие годы художник регулярно выставлялся в Королевской академии. Сегодня картины Хиллингфорда нередко выставляются на ведущих аукционах.

## Галерея

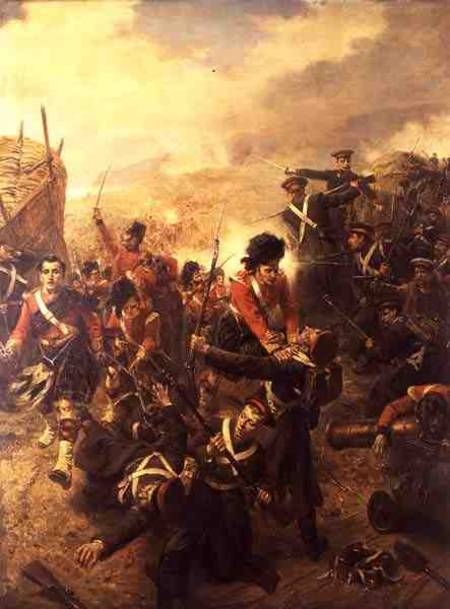
Сражение за Большой Редан во время русской Обороны Севастополя
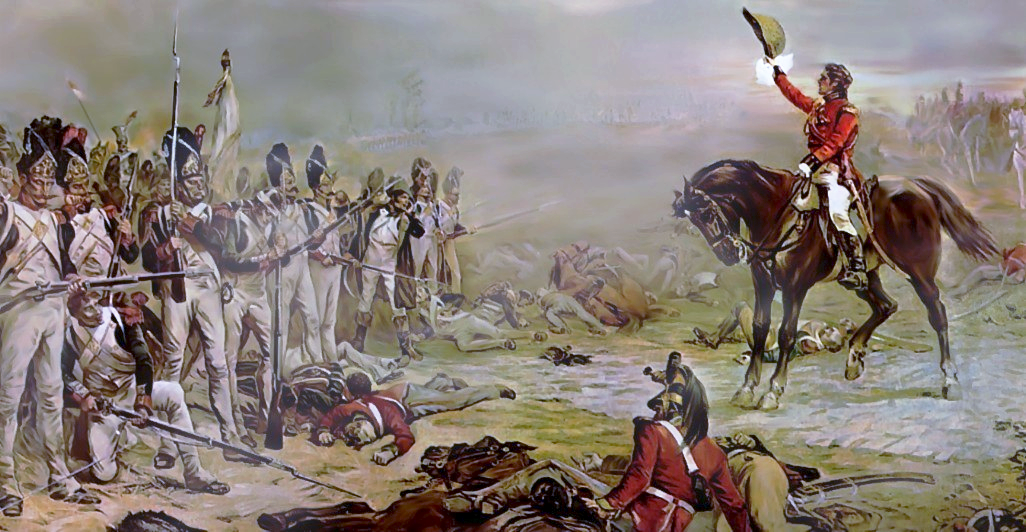
Последнее каре гвардии[1].
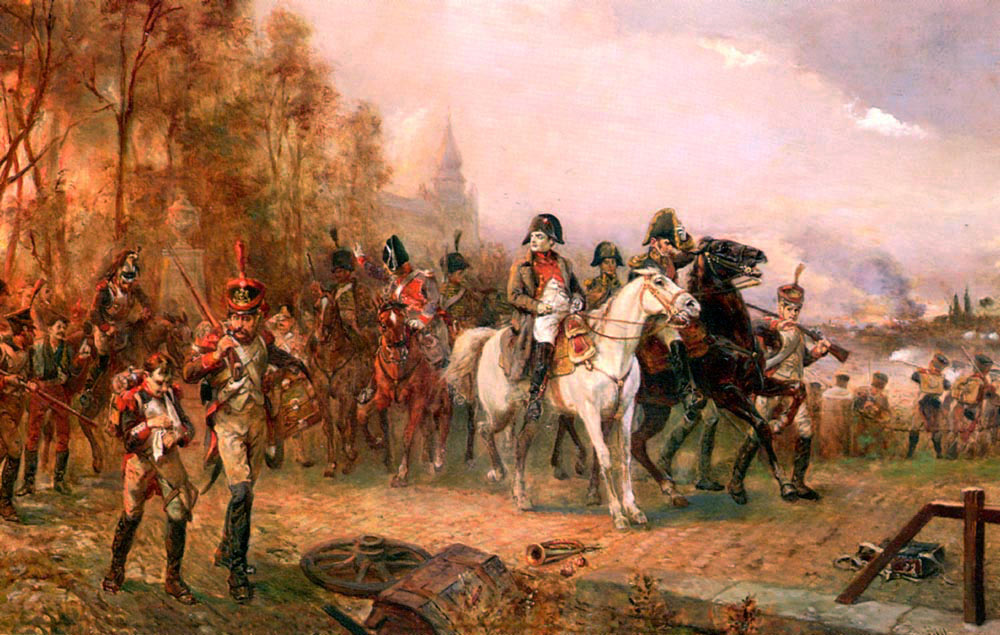
Наполеон при Бородино.
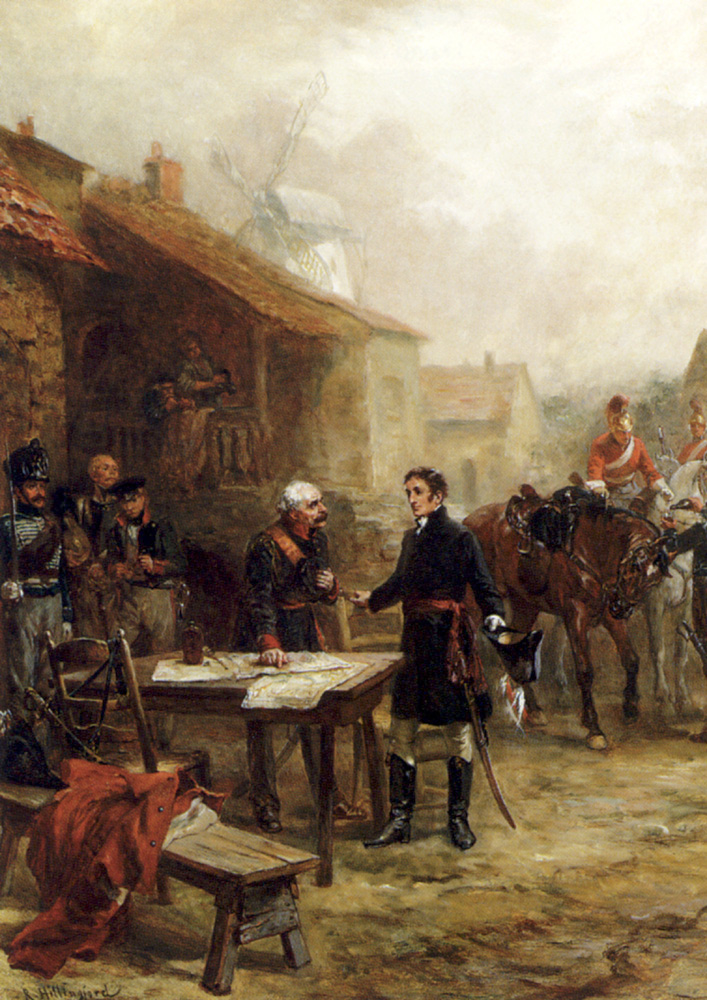
Встреча Веллингтона и Блюхера. Сто дней.
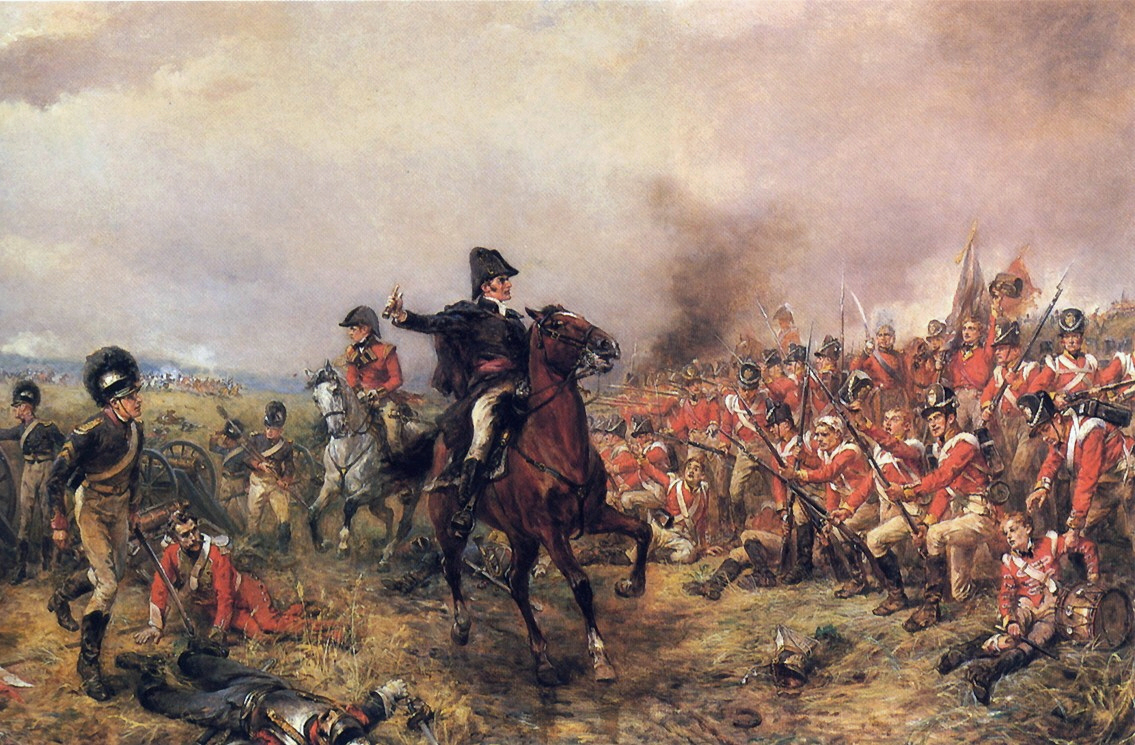
Герцог Веллингтон при Ватерлоо.
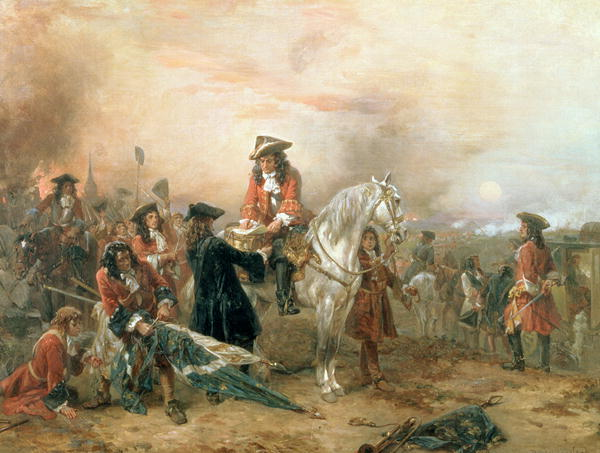
Герцог Мальборо во время битвы при Бленхейме в 1704 году.
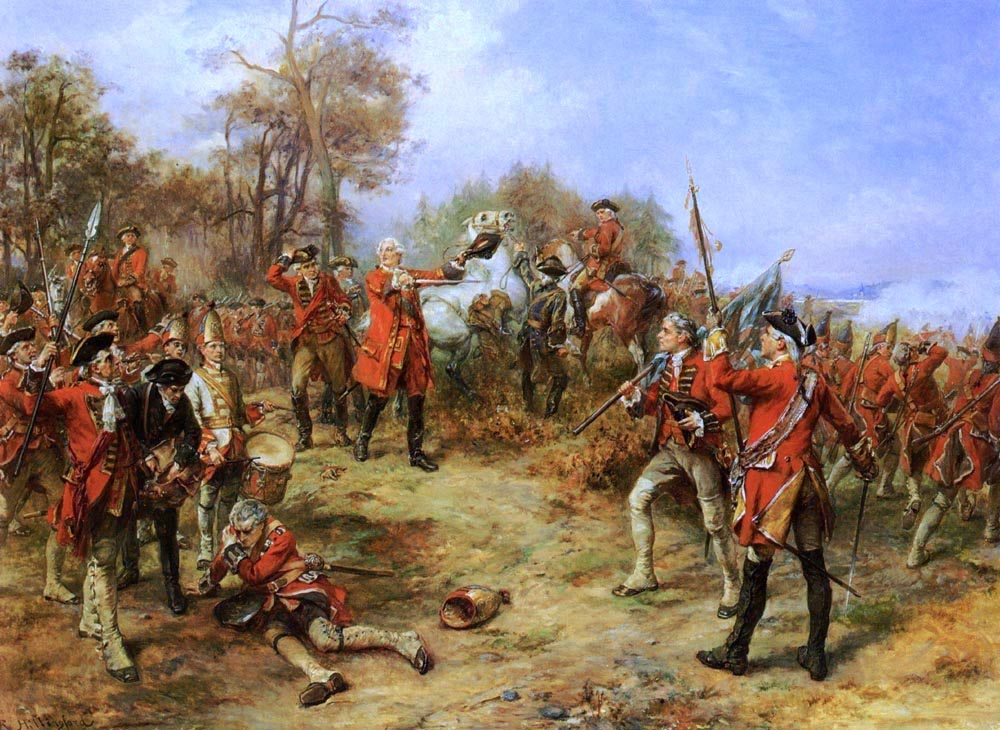
Георг II во время битвы при Деттингене.
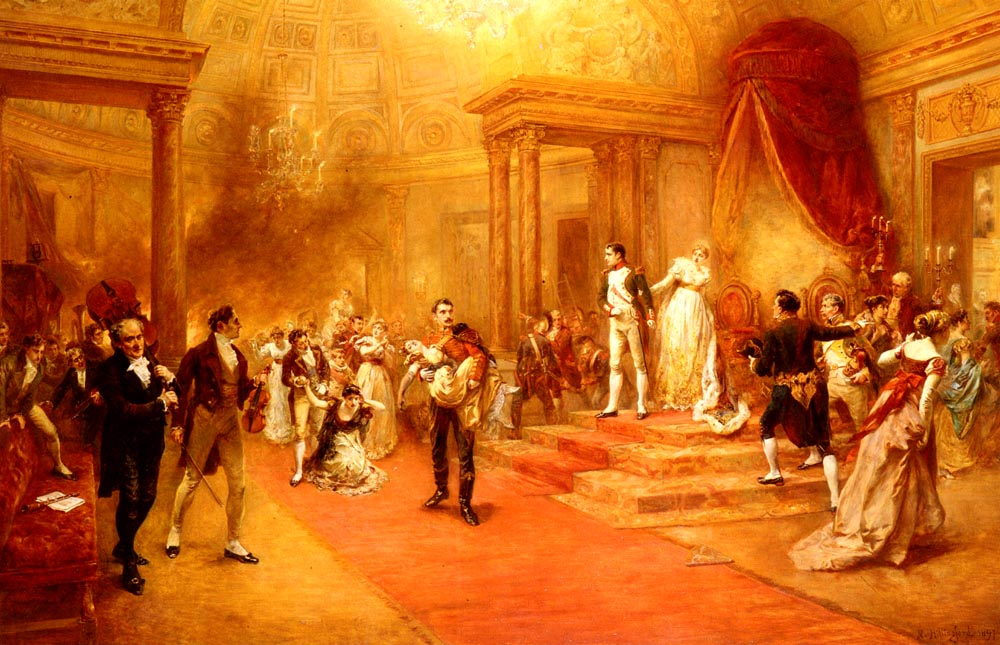
Пожар на балу у австрийского посланника, Париж, 1810 год.